# Cristo Fernández

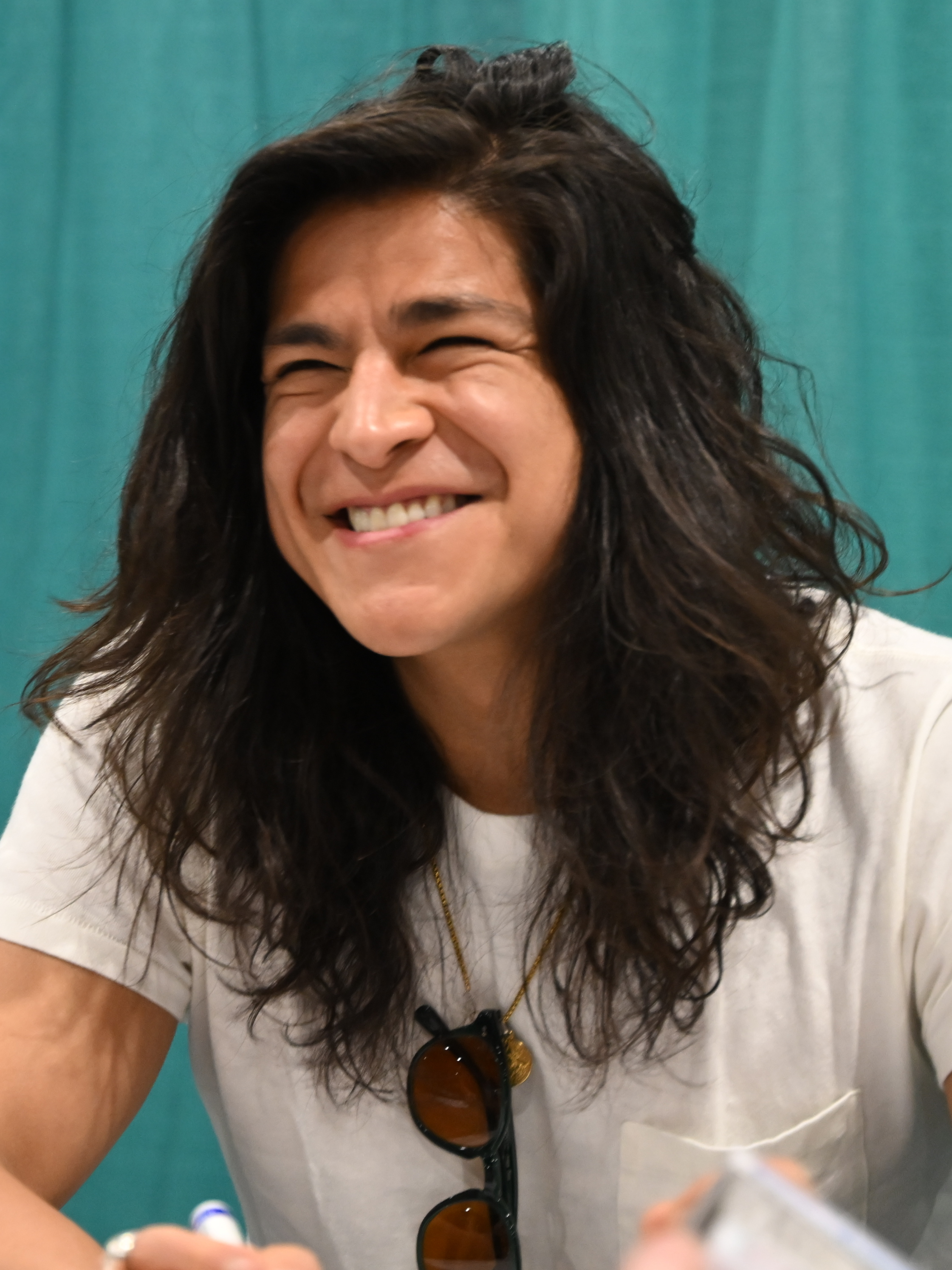
Fernández en 2024.

Cristóbal "Cristo" Fernández (Guadalajara, Jalisco, 27 de enero de 1991) es un actor mexicano de cine y televisión, conocido por su papel de Dani Rojas en la serie de televisión de Apple TV, Ted Lasso (2021).

## Biografía
Cristóbal Fernández nació en Guadalajara, Jalisco. Después de terminar su licenciatura en comunicación en la UNIVA, siguió su carrera como actor, y en 2016 estudió una maestría en la Guildford School of Acting de la Universidad de Surrey en el Reino Unido.
En 2017, inició su compañía de cine Espectro MX Films. Su película más exitosa hasta la fecha es "Fuera de Serie" (2017), ganadora de los premios a "Mejor Producción y Dirección de Cortometraje" en los "Premios Latino 2018" en Marbella, España. 
Antes de convertirse en actor, su carrera profesional comenzó como jugador de fútbol y a partir de 2020 vuelve a actuar, interpretando a "Dani Rojas", un carismático futbolista, en la serie de Apple TV+ "Ted Lasso", protagonizada por Jason Sudeikis.
Además del español, Cristo domina varios idiomas como inglés, alemán, francés e italiano.

## Filmografía
- Treintona, soltera y fantástica (2016) como Mesero.
- Hitman 2 (Videojuego, 2018) como Civil hispano.
- El hada de las chelas (2019) como Max.
- When you are gone (2021) como Persona en espera 1.
- Ted Lasso (2021) como Dani Rojas.
- Blade of the Assassin (2021) como Xavier.
- Who Speaks Love (2021) como Paco.
- Creatures (2021) como Jorge.
- Spider-Man: No Way Home (2021, poscréditos) como Bartender de México.
- No vayas a clase mañana (2021) como Rafa.
- 3 Flowers (2022) como Rene Soto aka Chivo.
- Transformers: el despertar de las bestias (2023) como Wheeljack.
- Zorro (2024) como Zorro
- Los Casagrande: La película (2024) como Chipiri (voz)
- La Marca del Jaguar (Doblaje, 2024) como Xilcatzin.
- Venom: El Último Baile (2024) como Bartender de México.
- Corina (2024) como Carlos.
- Sonic 3, la película (2024) como Pablo/Juan.
- Una pequeña confusión (2024) como Cuautli.
- Alexander y un viaje terrible, horrible, malo... ¡muy malo! (2025) como Chavo